# ليمور ليفنات
ليمور ليفنات (بالعبرية: לימור לבנת) (مزدادة في 22 سبتمبر 1950) هي سياسية إسرائيلية كانت عضوة في الكنيست عن حزب ليكود بين سنوات 1992 و 2015 وشغلت منصب الوزيرة لكل من وزارة الاتصالات، وزارة التربية والتعليم ووزارة الثقافة والرياضة.

## حياتها
ولدت في حيفا في 22 سبمتمبر 1950، ودرست في جامعة تل أبيب ثم انضمت إلى حزب ليكود في سبعينيات القرن الماضي. بالإضافة إلى غدوها رئيسة لمنظمة شبابية في 1977، دخلت الكنيست لأول مرة في 14 أبريل 1992 بعد مدة قصيرة من الانتخابات التشريعية الإسرائيلية 1992 كبديلة لهايم كورفو. خلال الانتخابات استطاعت الحفاظ على مقعدها في الكنيست، وفي أول ولاية لها عملت كرئيسة للجنة النهوض بوضعية المرأة، وهي لجنة فرعية معنية بقوانين الأحوال الشخصية.
خلال الانتخابات التشريعية الإسرائيلية 1996 استطاعت البقاء في الحكومة، حيث أصبحت وزيرة للاتصالات في حكومة بنيامين نتانياهو. وخلال فترة عملها أرادت زيادة المنافسة في قطاع الاتصالات من خلال خصخصة شركة بيزك وإضعافها، هذه الشركة كانت قد وقعت سابقا عقدا مع الحكومة لاحتكار قطاع الهاتف الثابت في البلاد.
في 1997 تسبب التوتر في العلاقة بين ليمور وبنيامين نتانياهو في استقالة هذا الأخير من رئاسة الحكومة، وأرادت أن تزيحه من قيادة حزب ليكود. إلى أن كان لها ذلك حيث استقال نتنياهو من رئاسة الحزب بعد خسارته في الانتخابات الإسرائيلية عام 1999. وبعدما دعمت ليفانت أرئيل شارون، وبعد فوزه على إيهود باراك في انتخابات رئاسة الوزراء 2001، عينها وزيرة التربية والتعليم في حكومتيه الاثنتين.
الانتخابات التشريعية الإسرائيلية 2003 اتستمرت في منصبها كوزيرة للتعليم حتى الانتخابات التشريعية الإسرائيلية 2006. وفي الانتخابات التشريعية الإسرائيلية 2009 عادت هذه المرة وزيرة للثقافة والرياضة إلى أن فقدت مقعدها في الانتخابات التشريعية الإسرائيلية 2013 بسبب انخفاض شعبيتها داخل ليكود، حيث تقدمت عليها كل من تسيبي هوتوفلي وميري ريغيف خلال انتخابات الحزب التمهيدية.
في ديسمبر 2014 قررت ليفانت اعتزال السياسة وقرر بأنها لن تشارك في الانتخابات التشريعية 2015، وقد عرفت ليفانت بأنها كانت نائبة رئيسة «حركة الليكود العالمي».

## روابط خارجية
- ليمور ليفنات على موقع IMDb (الإنجليزية)

- ليمور ليفنات على موقع الكنيست.